# 2-Headed Shark Attack
2-Headed Shark Attack en Norteamérica o El ataque del tiburón de dos cabezas en Argentina es una película de terror del 2012 dirigida por Christopher Ray y protagonizadas por Carmen Electra, Charlie O'Connell y Brooke Hogan.
La película fue presentada en formato video. Originalmente querían que en el tiburón su segunda cabeza estuviera conectada a la frente del otro. Pero Cleve Hall, quien construyó el tiburón pensó que se vería mejor si fuesen dos cabezas separadas.

## Sinopsis
Unos sobrevivientes se escapan a un atolón desértico después de que su barco se hundiera producto de un ataque de una especie de tiburón mutante de dos cabezas. Pero cuando el atolón comienza a desbordarse, nadie está seguro de las dobles mandíbulas del monstruo ya que come tanto a mujeres como a hombres apetitosos.

## Resumen
La película empieza con un grupo de Wakeboarders siendo atacados y devorados por un tiburón blanco gigante de dos cabezas. Mientras tanto el Rey del Mar, un barco de investigación, choca con un tiburón muerto rompiendo la cubierta y haciendo que entre agua. Pronto aparece el tiburón de dos cabezas y rompe la antena del barco haciendo imposible las comunicaciones. El Profesor Babish y los estudiantes usan un bote salvavidas para refugiarse en un atolón cercano. Mientras,  Annie permanece en el Rey del Mar con Laura y el resto de la tripulación. Laura baja al agua para reparar la cubierta y es rápidamente devorada por el tiburón de dos cabezas.
Mientras tanto, el profesor y los estudiantes exploran el atolón. Reunidos en un pueblo de pescadores abandonado, se disponen a buscar chatarra para reparar el bote. Haley y Alison deciden ir a nadar en topless con Kirk, solo para ser atacados y comidos por el tiburón de dos cabezas. El resto del grupo se reúne y encuentra dos pequeñas lanchas antes de que ocurra un terremoto, lo que hace que el profesor Babish se caiga y se haga una grave herida en la pierna. Dana venda la pierna de Babish con su camisa, mientras Jeff y Mike lo acompañan de regreso al Rey del Mar en el bote. En el camino de vuelta, Jeff y Mike descubren la mano amputada de Laura en el agua. Son atacados por el tiburón y comidos mientras intentan nadar de regreso al Rey del Mar.
Los estudiantes encuentran dos barcos en la isla, que Kate y Paul logran arreglar. Cole encuentra un tanque de gasolina para alimentarlos, pero luego roba uno junto con Ryan, Jamie y Alex. Kate, Paul y Dana los siguen en el otro bote. Todos desconocen la existencia del tiburón, que ataca el bote de Cole. Ryan cae al agua y es devorado, alertando a los demás sobre la presencia del tiburón. Paul concluye que el tiburón se siente atraído por el bote de Cole, ya que tiene un motor más grande. Cole también deduce esto; el tiburón se come a Jamie y Alex. Cuando los supervivientes llegan a la orilla, Kate se enfrenta a Cole por sus acciones. Unos minutos más tarde, el Rey del Mar es abandonado y los supervivientes se encuentran en la isla.
Poco después, ocurre otro terremoto. El grupo se da cuenta de que los terremotos en realidad son causados por el colapso del atolón sobre sí mismo. Siendo la necesidad de escapar cada vez más urgente, el grupo conecta un generador a postes de metal y los coloca en el agua para distraer al tiburón con electricidad mientras Kate y Cole viajan al Rey del Mar y reparan el casco. El plan funciona hasta que el tiburón ataca a los polos, tirando a Han y Dikilla al agua y provocando su muerte. Kate arregla el barco, solo para que Cole se vaya sin ella, obligándola a nadar de regreso al atolón. El tiburón de dos cabezas ataca al Rey del Mar, haciendo que se hunda y envíe una señal de socorro; Cole es comido tratando de escapar en un bote salvavidas. El atolón también se está hundiendo, lo que hace que todos huyan por sus vidas. Muchos del grupo terminan en o cerca del agua cuando un pequeño tsunami golpea la isla, en la que los tiburones se comen al profesor Babish y Anne después de encontrarse con el tsunami, y el resto de los estudiantes pierden la vida al dirigirse a la capilla de una aldea cuando el tiburón irrumpe, excepto Kate, Paul y Kirsten que logran escapar.
Descubren un tanque de gasolina y atraen al tiburón hacia él. Kate planea apuñalar al tiburón y casi es comida, pero Kirsten se sacrifica para intentar volar el tiburón mientras se lo come. Sin embargo, solo una de las cabezas de los tiburones explota. Kate y Paul encuentran uno de los botes y lo encienden como señuelo, refugiándose en parte del atolón restante. El tiburón ataca el barco no tripulado. Muerde el motor, que explota y finalmente mata al tiburón (un homenaje a la película Tiburón). Llega un helicóptero, salvando a Kate y Paul, dejando solo dos supervivientes del contingente de 23 personas.

## Reparto
| Actor               | Personaje        |
| ------------------- | ---------------- |
| Carmen Electra      | Dra. Anne Babish |
| Charlie O'Connell   | Profesor Babish  |
| Brooke Hogan        | Kate             |
| Christina Bach      | Dana             |
| Gerald Webb         | Han              |
| Mercedes Young      | Liza             |
| David Gallegos      | Paul             |
| Geoff Ward          | Cole             |
| Shannan Stewart     | Lyndsey          |
| Tihirah Taliaferro  | Michelle         |
| Michael Dicarluccio | Ethan            |
| Lauren Vera         | Jamie            |
| Marckenson Charles  | Ryan             |
| Ashley Bissing      | Kristen          |
| Corinne Nobili      | Kirsten          |